# Carter Cruise
Carter Cruise (ur. 24 kwietnia 1991 w Atlancie) – amerykańska aktorka pornograficzna, DJ i modelka. 

## Życiorys

### Wczesne lata
Urodziła się w Atlancie w stanie Georgia w rodzinie pochodzenia czirokezko-walijskiego. Wychowywała się w Greenville w Karolinie Południowej. Odbyła edukację domową, a następnie uczęszczała do Cary High School. W 2009 podjęła studia na wydziale psychologii i prawa na East Carolina University. Dorabiała w Hooters jako ratowniczka. W wieku 22 lat rozczarowana perspektywą edukacji i kariery zawodowej jako psycholog i główny przedsiębiorca, porzuciła studia dla kariery w branży pornograficznej. 

### Kariera
Pracowała jako modelka erotyczna, zanim w sierpniu 2013 podpisała kontrakt z agencją East Coast Talents z Florydy i wybrała pseudonim artystyczny Carter Cruise. W 2014 przeprowadziła się do Los Angeles i w czerwcu podpisała kontrakt z agencją Spiegler Girls. 
Pojawiła się w produkcjach takich jak Strip Dodgeball (2013), Fine Ass Lesbos (2013), Footjob Addict 12 (2013), Caught! (2014) z Asą Akirą, Meet Carter (2014) z Tonim Ribasem i Ramónem Nomarem, Our Father (2014) ze Stevenem St. Croix, Anal Cuties 1 (2014) z Erikiem Everhardem, Wet Asses 4 (2014) z Manuelem Ferrarą, Cruise Control (2016) z Tommym Gunnem i Steve’em Holmesem czy My DP 2 (2016) z Jeanem Valjeanem. Wystąpiła w roli Pani Polito w parodii American Hustle – American Hustle XXX od Smash Pictures, jako przyrodnia siostra w Kopciuszku – Cinderella XXX: An Axel Braun Parody (2014) oraz grała rolę Supergirl w Batman v Superman XXX: An Axel Braun Parody (2015) i Supergirl XXX: An Axel Braun Parody (2016).
W 2015 została drugą w historii aktorką, która w jednym roku zdobyła nagrodę w kategorii „Najlepszy debiut” i „Najlepsza aktorka” (jako pierwsza w 1996 dokonała tego Jenna Jameson). W 2017 jej zdjęcie pojawiło się na łamach magazynu „FourTwoNine”.

## Nagrody
| Rok  | Nagroda           | Kategoria                                                    | Film                    | Pozostali wykonawcy       |
| ---- | ----------------- | ------------------------------------------------------------ | ----------------------- | ------------------------- |
| 2014 | XCritic Award     | Najlepsza nowa gwiazdka                                      | -                       | -                         |
| 2014 | XCritic Award     | Najlepsza aktorka                                            | Second Chances (2013)   | -                         |
| 2014 | NightMoves Awards | Najlepsza gwiazdka wg fanów                                  | -                       | -                         |
| 2015 | AVN Award         | Najlepsza nowa gwiazdka                                      | -                       | -                         |
| 2015 | AVN Award         | Najlepsza aktorka                                            | Second Chances          | -                         |
| 2015 | XBIZ Award        | Najlepsza aktorka                                            | Second Chances          | -                         |
| 2015 | XBIZ Award        | Najlepsza aktorka scen seksu samych dziewczyn                | Lesbian Vampire Academy | -                         |
| 2015 | XBIZ Award        | Najlepsza nowa gwiazdka                                      | -                       | -                         |
| 2015 | XRCO Award        | Nowa gwiazdka                                                | -                       | -                         |
| 2016 | XBIZ Award        | Najlepsza scena seksu samych dziewczyn                       | Jessie Loves Girls      | Jessie Andrews            |
| 2016 | AVN Award         | Najlepsza scena seksu triolizmu (chłopak/chłopak/dziewczyna) | Carter Cruise Obsession | Flash Brown i Jason Brown |